# イーラス郡 (テキサス州)
イーラス郡（英: Erath County、[ˈiː.ræθ] EE-rath）は、アメリカ合衆国テキサス州の中央部北、エドワーズ高原に位置する郡である。2010年国勢調査での人口は37,890人であり、2000年の33,001人から14.8%増加した。郡庁所在地はスティーブンビル市（人口17,123人）であり、同郡で人口最大の都市でもある。イーラス郡は1856年に設立され、郡名は初期の測量士で、サンジャシントの戦いに参戦した軍人ジョージ・バーナード・イーラスに因んで名付けられた。
イーラス郡には北アメリカで最大の再生天然ガスのプラントが2つある。大きい方の1つはスティーブンビル近くのハックベイリッジで運転されている。もう1つはリオレシェエステイツのダブリン郊外にある。2008年、11月4日、郡民の投票で店舗外消費のためのビールとワインの販売が認められるようになった。

## 歴史

### インディアン
カド族インディアンのアナダーコ集落がトリニティ川とブラゾス川に沿って散開していた。フランス人探検家ジャン＝バティストベルナール・ド・ラ・ハルプが1719年にアナダーコの辺りを探検し、サンルイ・ド・ロス・カドダキアス砦を設立した。アナダーコはフランスとスペイン人との戦闘、後にはイギリス人との戦闘に巻き込まれ、さらには免疫が無かった疫病などで深刻な影響を蒙った。これらの部族は1860年までにオクラホマ州に移住した。イーラス郡の地域はコマンチェリアの中に入り、コマンチ族が襲撃を続けたが、コマンチ族は1875年以降にオクラホマ州に移住させられた。

### イーラス郡の設立
イーラス郡は1856年にボスキー郡とコリエル郡の一部を合わせて設立され、地域の初期測量士だったジョージ・バーナード・イーラスに因んで名付けられた。この年、ジョン・M・スティーブンが町を造るための土地を寄付し、そこはスティーブンビルと名付けられ、郡庁所在地になった。
A・H・コブキンスが1854年にダブリンの町を造った。ダブリンの初期開拓者としてはウィル・ホランドとトム・ホランドがいた。ダブリンはPGAツアーの全米オープンとマスターズ・トーナメントで優勝したベン・ホーガンが少年時代を過ごした町になった。
1855年、測量士のジョージ・イーラスとニール・マクレナンに率いられた30人の開拓者が郡内に入った。その中にはウィリアム・F・スティーブンとジョン・M・スティーブンの兄弟が居り、また黒人の1家族がいたが、その名前と運命は歴史の中に埋もれた。
オーストリアのウィーンからの移民だったジョージ・イーラス（1813年-1891年）はテキサス・レンジャーに入り、テキサス志願兵第1連隊のビリングスリーのC中隊に加わり、チャールズ・バールソン大佐の指揮下でサンジャシントの戦いに参戦した。またアメリカ連合国の民兵隊にも加わった。イーラスはフリーメイソンであり、1852年から1855年までボスキー支部92号の創立会員かつ秘書官だった。
1875年から1915年の間は綿花が郡内の最大作物であり、1906年に最大の収穫量を記録した。1879年にテキサス・セントラル鉄道がダブリンに通り、1889年にはフォートワース・アンド・リオグランデ鉄道がスティーブンビルを通った。このことで郡内で生産される綿花を東部の市場に出せるようになった。1910年土地の疲弊とワタミゾウムシの被害により、酪農業、果樹園、苗床、ピーナッツ、牧草、養鶏への多角化が始められた。
サーバーの町がジョンソン石炭会社によって設立された。1888年から1921年の間に、テキサス太平洋石炭会社がサーバーの近くで石炭を採掘し、州内でも最大の石炭生産者になった。坑夫の25%はイタリア出身であり、サーバーの直ぐ郊外に「イタリアンヒル」という集落ができた。1903年に鉱山労働者同盟がジョー・フェノグリオを送り込んで、イタリア人労働者を組織させ、サーバー石炭坑夫ストライキが始まった。1970年代、この地域はセメント産業の燃料として瀝青炭の生産を始めた。
1893年にスティーブンビル・カレッジが設立された。1899年に地元牧場主ジョン・タールトンが財政的に苦境に陥っていたスティーブンビル・カレッジを救済したので、タールトン州立大学に改名された。

### 郡庁舎
1866年に建設されたイーラス郡の初代木造郡庁舎は火事で郡の文書と共に焼けてしまった。2代目の石造り郡庁舎は1877年に建てられたが、最終的に取り壊された。現在の郡庁舎の礎石は1891年に置かれた。建築家ジェイムズ・リーリー・ゴードンとD・E・ラウブが現在のビクトリア様式の建物を設計した。ゴードンは他にもアリゾナ州会議事堂、アランサス郡、ベア郡、ブラゾリア郡、コマール郡、エリス郡、ファイエット郡、ゴンザレス郡、ハリソン郡、ホプキンス郡、リー郡、マクレナン郡、ビクトリア郡およびワイズ郡の郡庁舎を設計した。イーラス郡庁舎は1893年に完工し、レオン川の石灰岩やペコス郡の赤砂岩が使われた。建物の中心は高さ95フィート (29 m) の塔には鐘が吊るされ、内部の1階から3階までシャンデリアの付いたアトリウムとなっている。内装材は東テキサスの松材、鋳鉄と鍛鉄の階段、モザイク貼りされた輸入大理石の床などが特徴である。1988年に改修された。

## 地理
アメリカ合衆国国勢調査局に拠れば、郡域全面積は1,090平方マイル (2,823.1 km2)であり、このうち陸地1,086平方マイル (2,812.7 km2)、水域は3平方マイル (7.8 km2)で水域率は1.23%である。

### 主要高規格道路
- 州間高速道路20号線
- アメリカ国道67号線
- アメリカ国道281号線
- アメリカ国道377号線
- テキサス州道6号線
- テキサス州道108号線

### 隣接する郡
- パロピント郡 - 北
- フッド郡 - 北東
- サマーヴェル郡 - 東
- ボスキー郡 - 南東
- ハミルトン郡 - 南
- コマンチ郡 - 南西
- イーストランド郡 - 西

## 人口動態
以下は2000年国勢調査による人口統計データである。
| 基礎データ - 人口: 33,001人 - 世帯数: 12,568 世帯 - 家族数: 8,106 家族 - 人口密度: 12人/km2（30人/mi2） - 住居数: 14,422軒 - 住居密度: 5軒/km2（13軒/mi2） 人種別人口構成 - 白人: 89.72% - アフリカン・アメリカン: 0.82% - ネイティブ・アメリカン: 0.66% - アジア人: 0.36% - 太平洋諸島系: 0.03% - その他の人種: 6.78% - 混血: 1.63% - ヒスパニック・ラテン系: 15.03% 年齢別人口構成 - 18歳未満: 24.6% - 18-24歳: 17.0% - 25-44歳: 25.9% - 45-64歳: 19.1% - 65歳以上: 13.4% - 年齢の中央値: 31歳 - 性比（女性100人あたり男性の人口） - 総人口: 97.8 - 18歳以上: 95.9 | 世帯と家族（対世帯数） - 18歳未満の子供がいる: 31.0% - 結婚・同居している夫婦: 53.78% - 未婚・離婚・死別女性が世帯主: 7.2% - 非家族世帯: 35.5% - 単身世帯: 27.7% - 65歳以上の老人1人暮らし: 10.1% - 平均構成人数 - 世帯: 2.48人 - 家族: 3.08人 収入と家計 - 収入の中央値 - 世帯: 30,7080米ドル - 家族: 39,491米ドル - 性別 - 男性: 27,9723米ドル - 女性: 20,765米ドル - 人口1人あたり収入: 16,655米ドル - 貧困線以下 - 対人口: 16.0% - 対家族数: 10.3% - 18歳未満: 15.7% - 65歳以上: 7.8% |

## メディア
イーラス郡は北中テキサスのダラス・フォートワース・メディア市場に属している。地元ではテレビ局10局から放送が流されている。またウェーコ・テンプル・キリーン・メディア市場の放送も受信できる。郡内では「ザ・スティーブンビル・エンパイア・トリビューン」と「ダブリン・シティズン」という2つの新聞が発行されている。
郡内にはFM4局とAM1局のラジオ局がある。そのうち2つはタールトン州立大学が運営している。

## 都市と町
| - アレクサンダー、未編入の町 - ブラフデール、未編入の町 - チョークマウンテン、未編入の町 - クレアレット、未編入の町 - ダブリン - デュフォー、未編入の町 - エドナヒル、未編入の町 - ハンニバル、未編入の町 - ハービン、未編入の町 - ハッカベイ、未編入の町 | - ジョンズビル、現在はスリーウェイ - リングルビル、未編入の町 - ローンオーク、未編入の町 - モーガンミル、未編入の町 - マウントエアリー、未編入の町 - オークデール、未編入の町 - パーベス、未編入の町 - セルデン、未編入の町 - スティーブンビル - 郡庁所在地 - スリーウェイ、未編入の町 - サーバー、未編入の町 |